# Yas
Yas er en kunstig ø i Abu Dhabi i de Forenede Arabiske Emirater. Fra nord til syd er den 7,7 kilometer lang, og er 6,2 km på det bredeste sted. Den dækker et areal på 25 km2.
På øen ligger blandt andet den store racerbane og motorsportsanlæg Yas Marina Circuit, hvor der siden 2009 er blevet kørt Formel 1-løbet Abu Dhabis Grand Prix. Verdens største indendørs forlystelsespark, Ferrari World, ligger også på Yas.